# Takuya Uchida
Takuya Uchida (内田 宅哉 Uchida Takuya?), född 2 juni 1998 i Chiba prefektur, är en japansk fotbollsspelare.
Uchida började sin karriär 2016 i FC Tokyo.